# Lothar Wölfle
Lothar Wölfle (* 19. April 1958 in Donaueschingen) ist ein baden-württembergischer Kommunalpolitiker der CDU. Er war von 1994 bis 2007 Bürgermeister der Stadt Trossingen und von 2007 bis 2023 Landrat des Bodenseekreises.

## Ausbildung und Beruf
Wölfle besuchte seit 1968 das Fürstenberg-Gymnasium in Donaueschingen und trat 1973 in die Junge Union und 1976 in die CDU ein. In den Jahren 1974 und 1975 verbrachte er mit der Austauschorganisation AFS Interkulturelle Begegnungen e. V. ein Jahr an einer High-School in Torrance, Kalifornien, wo er einen High-School-Abschluss erwarb. 1978 bestand er das Abitur am Fürstenberg-Gymnasium. Im Anschluss leistete er bis 1980 seinen Wehrdienst in der Bundeswehr ab und wurde 1980 in den Gemeinderat der Stadt Donaueschingen gewählt, wo er ab 1984 CDU-Fraktionsvorsitzender war. 1980 nahm er ein Studium der Rechtswissenschaft an der Albert-Ludwigs-Universität Freiburg auf, das er 1984 mit dem Ersten Staatsexamen abschloss. Nach dem Referendariat am Landgericht Konstanz folgte 1987 das Zweite Staatsexamen. Anschließend arbeitete er bis 1994 als Rechtsanwalt in Villingen-Schwenningen und Donaueschingen.

## Politische Karriere
1994 wurde er zum Bürgermeister der Stadt Trossingen gewählt. Er war von 1999 bis 2003 Vorsitzender des CDU-Kreisverbands Tuttlingen und zwischen 1999 und 2007 war Mitglied des Kreistags des Landkreises Tuttlingen. Von 2000 bis 2007 war er Vorsitzender des Regionalverbands der Region Schwarzwald-Baar-Heuberg sowie zwischen 2002 und 2007 Vorstandsmitglied des Städtetags Baden-Württemberg.
2004 kandidierte Wölfle für das Amt des Oberbürgermeisters in Nürtingen, unterlag aber im zweiten Wahlgang dem SPD-Politiker Otmar Heirich. Im Jahr 2007 wählte ihn der Kreistag des Bodenseekreises mit 40 von 63 Stimmen zum Landrat. Wölfle hatte die offizielle Unterstützung der Fraktionen der CDU und der Freien Wähler. Da Wölfles Gegenkandidatin ebenfalls CDU-Mitglied war, geht man davon aus, dass einige Kreisräte von CDU und FWV für sie stimmten und andererseits Wölfle auch Stimmen von SPD, Bündnis 90/Die Grünen, die FDP sowie die ÖDP erhalten hat. Er trat sein Amt am 14. Mai 2007 an. Sein Nachfolger als Trossinger Bürgermeister wurde Clemens Maier (parteilos). Am 24. Februar 2015 wurde er mit 48 von 52 Stimmen vom Kreistag für eine zweite Amtszeit wiedergewählt. Bei der Landratswahl 2023 trat er nicht erneut an. Er schied am 13. Mai 2023 aus dem Amt aus. Ihm folgte Luca Wilhelm Prayon (ebenfalls CDU) nach.

## „Skandal“ über die Veruntreuung von Steuergeldern
Am 28. Juni 2023 wurde kurz nach der Verabschiedung von Lothar Wölfle als Landrat der Vorwurf durch den Südkurier gegen ihn erhoben, dass zu seiner Amtszeit ein großer Betrag (Laut Südkurier 800 000 €) an Steuergeldern durch die Anmietung einer Flüchtlingsunterkunft aufgewendet wurde. So eignete sich laut Südkurier die angemietete Immobilie nicht für die Unterbringung von Flüchtlingen und eine vertragliche Ausstiegsklausel wurde im Mietvertrag ebenfalls nicht manifestiert. Auch weitere Medien wie die Bildzeitung berichteten von diesem angeblichen Skandal.
Das Landratsamt argumentierte, dass die angemietete Unterkunft wegen der Mitte 2016 aufgrund des Deals zwischen Bundeskanzlerin Merkel und dem türkischen Staatspräsident Erdogan nicht mehr benötigt wurde und die Versuche, den Mietvertrag zu beenden, an der Weigerung des Eigentümers gescheitert sei. Zur angeblichen Vertuschung des Vorgangs argumentierte das Landratsamt, dass Details von privatrechtlichen Verträgen nicht für die Öffentlichkeit bestimmt seien. Daher sei der Vorgang dem Kreistag des Bodenseekreises nichtöffentlich berichtet worden. Das Regierungspräsidium Tübingen als Rechtsaufsichtsbehörde gab dem Landratsamt Recht, während das vom „Südkurier“ angerufene Verwaltungsgericht Sigmaringen zu einem anderen Ergebnis kam und das Landratsamt zur Veröffentlichung der Details verpflichtete.
Wegen des Vorgangs wurde gegen Wölfle und Mitarbeiter des Landratsamts Strafanzeige erstattet. Die zuständige Staatsanwaltschaft Ravensburg hat im November 2023 die Eröffnung eines Ermittlungsverfahrens abgelehnt, weil „keine tragfähigen Hinweise auf eine verfolgbare Straftat, insbesondere eine Untreue, vorliegen.“ (Schwäbische Zeitung vom 27. November 2023)

## Weitere Ämter
In seiner Funktion als Landrat war Wölfle auch Vorsitzender des Verwaltungsrats der Sparkasse Bodensee, Aufsichtsratsvorsitzender der Wirtschaftsförderung Bodenseekreis GmbH, Beiratsvorsitzender der Bodensee-Oberschwaben-Bahn GmbH & Co KG (bis Ende 2022) sowie Vorsitzender des Verwaltungsrats des Zweckverbands Oberschwäbische Elektrizitätswerke (OEW) und Aufsichtsratsmitglied der EnBW Energie Baden-Württemberg AG.

## Privates
Lothar Wölfle ist geschieden und hat einen Sohn. Er wohnt seit 2007 in Friedrichshafen.

## Auszeichnungen
- 2017: Heinz Sielmann Ehrenpreis[6]

## Belege
1. ↑  Archivierte Kopie (Memento des Originals vom 22. Januar 2005 im Internet Archive)  Info: Der Archivlink wurde automatisch eingesetzt und noch nicht geprüft. Bitte prüfe Original- und Archivlink gemäß Anleitung und entferne dann diesen Hinweis. Vorwärts Baden-Württemberg 2004.
2. ↑  Landrat Lothar Wölfle kündigt seinen Abschied an. Auf: suedkurier.de, 18. Mai 2022
3. ↑  Abschied aus dem Amt: Würdigung des Wirkens von Landrat Lothar Wölfle. Auf: bodenseekreis.de, 13. Mai 2023
4. ↑  Andreas Ambrosius, Michael Schnurr: Gescheitertes Flüchtlingsheim: Bodenseekreis setzt 800.000 Euro in den Sand. 28. Juli 2023, abgerufen am 1. August 2023.
5. ↑  Skandal im Bodenseekreis: 800 000 Euro für null Flüchtlinge versenkt. 30. Juli 2023, abgerufen am 1. August 2023.
6. ↑  Landräte mit Heinz Sielmann Ehrenpreis ausgezeichnet. Süddeutsche Zeitung, 30. Oktober 2017, abgerufen am 13. August 2020..

| Personendaten    | Personendaten                      |
| ---------------- | ---------------------------------- |
| NAME             | Wölfle, Lothar                     |
| KURZBESCHREIBUNG | deutscher Politiker (CDU), Landrat |
| GEBURTSDATUM     | 19. April 1958                     |
| GEBURTSORT       | Donaueschingen                     |